# Imprimerie London
« Jacques London » redirige ici. Ne pas confondre avec Jack London.
L'imprimerie London est une ancienne imprimerie parisienne, située au 13 rue de la Grange-Batelière dans le 9e arrondissement parisien et était probablement la dernière en activité dans Paris intra-muros. Elle porte le nom de son propriétaire de 1935 à 1996, le résistant et imprimeur Jacques London (1910-2011). Elle fut réputée pour ses impressions de publications communistes et d'art.

## Histoire
L'imprimerie est créée en 1924 sous le nom d'Imprimerie d'art Voltaire. En 1935, elle est renommée en Imprimerie centrale commerciale. Durant l'entre-deux-guerres, elle est dirigée par Israël London, un imprimeur juif ukrainien. Il avait immigré à Paris où il était devenu imprimeur et y avait été rejoint en 1927 par son frère Jacques, né à Kiev le 26 juin 1910. En 1928, les deux frères impriment les Cahiers du bolchévisme. Jacques fréquente alors l'avant-garde des peintres, une passion pour la peinture qu'il conservera toute sa vie. Il fait son service militaire, obtient la nationalité française et rejoint en 1936 son frère à la direction de l'Imprimerie centrale commerciale. Au début de la guerre, il se bat dans les Vosges, sur le Donon, devant la ligne Maginot. Il entre ensuite dans la Résistance dès septembre 1940, son contact est Pierre Villon. L'imprimerie est alors reprise par le chef d'atelier qui collabore avec l'Occupant. 
Jacques London va lui faire de l'impression clandestine (réponse de Georges Politzer à la conférence du dirigeant nazi Alfred Rosenberg à la Sorbonne, numéros clandestins de La Pensée libre, ...). Il  échappe de peu à une arrestation en novembre 1941 et il passe alors en zone libre où il rejoint le Front national et mène des actions avec le chef régional de la MOI-FTPF . Il est arrêté à Annemasse en mai 1944 alors qu'il fait passer des enfants juifs en Suisse . Il est incarcéré au camp de Drancy avant d'être déporté à Auschwitz . Il est libéré le 22 avril 1945. De retour en France et avec quelques difficultés, il reprend la direction de l'Imprimerie centrale . I va alors devenir un des principaux imprimeurs des organisations communistes, imprimant les Cahiers du communisme du Parti communiste français, les documents de la fédération communiste de Paris, les affiches de l'UEC, de la Jeunesse communiste, les affiches et les catalogues de toutes les expositions de la Fête de l'Humanité. Y seront aussi imprimés à la fin des années 60 les livres de Maurice Thorez, Un Octobre 17 vu de France de Jacques Duclos ou L'Utopie de Thomas More pour Les Éditions sociales. Elle va également imprimer la compilation des discours de Léonid Brejnev ou des documents de la BCEN - Eurobank, une banque soviétique qui avait son siège à Paris
Mais le gout de l'art pictural de Jacques London, collectionneur de peintures en fera une imprimerie réputée pour les livres d'art. Elle travaille avec la direction des musées de France, le Louvre et le centre Pompidou,  imprimant invitations, affiches et catalogues d'exposition. Le graphiste suisse Jean Widmer dessine le logo de la société. Des personnalités dont les ouvrages y sont imprimés passent dans les locaux de rue de la Grange-Batelière comme par exemple Aragon ou Simone Signoret et Yves Montand pour la publication du livre Du soleil plein la tête en 1955. 
En 1985, l'imprimerie est renommée Imprimerie London, du nom de son propriétaire. Stéphane Calmels, recruté à l'âge de 20 ans par Jacques London, prend sa suite à la direction de l'entreprise. Elle est rachetée en 1996 par l'imprimeur mayennais Floch devenant l'imprimerie Floch-London qui la spécialise dans l'impression d'ouvrages d'art et de beaux livres mais aussi des couvertures, permettant à Floch l'impression complète d'ouvrages.
Dans ces dernières années, la société imprimait d'ailleurs principalement des couvertures de littérature générale pour les grands éditeurs (Albin Michel, Flammarion, Gallimard,...), les pages étant elles imprimées sur le site Floch en Mayenne. Placée en redressement judiciaire en juillet 2014, l'imprimerie cesse définitivement son activité, rapatriée en Mayenne, en octobre 2014,. Le lieu, toujours nommé Imprimerie London et qui appartenait aux deux filles de Jacques London, sert aujourd'hui de lieu évenementiel.